# Мэтьюз, Уильям Смит Бэбкок
Уильям Смит Бэбкок Мэтьюз (чаще У. С. Б. Мэтьюз, англ. W. S. B. (William Smythe Babcock) Mathews, в старых русских источниках Вильям Мэтьюс; 8 мая 1837, Лондон, штат Нью-Гемпшир — 1 апреля 1912, Денвер) — американский музыкальный критик, журналист, музыкальный педагог и органист.
Учился музыке в Бостоне, затем в 1863—1867 гг. преподавал в школах в Мейконе, Гринборо, Марион. Позднее перебрался в Чикаго, в 1877—1887 гг. публиковался как музыкальный критик в газетах «Chicago Record Herald» и «Chicago Tribune», в 1891 г. основал в Чикаго ежемесячный музыкальный журнал «Music» и возглавлял его до 1903 года, сотрудничал также с журналом «The Etude» (Филадельфия). В то же время продолжал преподавательскую деятельность, в которой, как отмечала Энциклопедия Брокгауза и Ефрона, проявил себя как «поборник новейших музыкально-педагогических идей того времени (фразировка, музыкальный диктант)». Кроме того, в 1867—1893 гг. был органистом Методистской епископальной церкви в Чикаго.
Отдельными изданиями опубликовал множество популярных книг по музыке: «Как понимать музыку» (англ. How to understand music; Филадельфия, 1888, в 2 томах), «Сто лет музыки в Америке» (англ. One hundred years of music in America; 1889), «Популярная история музыки» (англ. Popular history of music), «Очерки музыкальной формы» (англ. Outlines of musical form) и т. д. Мэтьюзу принадлежит также ряд учебных пособий по обучению фортепиано.
В 1893 г. обращался к П. И. Чайковскому с приглашением принять участие в музыкальной программе Всемирной выставки в Чикаго.